# Jaime Guevara
Jaime Guevara (Quito, 1954) é um cantautor equatoriano, ícono da trova urbana quiteña, conhecido por suas canções com ritmos que vão desde o rock e o blues à música folclórica, suas atividades político-culturais como defensor dos direitos humanos, da não violência, e sua crítica ao poder político através do humor corrosivo. Desde sua juventude adere ao pensamento político anarquista. Enquanto identifica-se tanto com o rock como com a trova, tanto com as letras do «urbano quotidiano» como do «protesto social», Guevara em particular tenta não prender-se em géneros musicais fechados, o que o motiva à desenvolver uma «fusão» característica.
É conhecido como «O jovem Guevara», um apodo de sua juventude, ou como “o cantor de contrabando”, devido ao nome de seu disco símbolo, De contrabando. Referencia do rock equatoriano, é considerado junto a Héctor Napolitano e Hugo Idrovo como um dos maiores trovadores da música popular urbana de Equador.

## Música e sucessos

### Os 70: início no rock
Iniciou-se publicamente na música no ano 1973, por animação de uns amigos, tocando em festivais juvenis de música rock. Depois fundaria na mesma década o grupo de rock clássico La Banda Azul, na qual interpretava traduções ao espanhol de temas de Led Zeppelin ou Black Sabbath, em tempos quando o rock se interpretava só em inglês, este grupo musical durou três anos.

### Os 80: fusão trovadora
Ao iniciar a década de 80, vincula-se ao movimento da nova canção equatoriana. Sua característica e contribua principal a este movimento foi seu insistencia em apresentar obras próprias a modo de trovador. É durante este tempo que adquire o ritmo (rock/folckor) e letra (caricaturizando/denunciando à autoridade) que o caracteriza até a atualidade e pelo qual é conhecido por sua audiência.
Soma então - segundo depoimento próprio - a suas iniciais influências às das coplas tradicionais equatorianas (carnaval de Guaranda, "sal quiteña", etc.), bem como - paralelamente - o cantar dos trovadores medievales e a canção francesa (poética e satírica) dos cantores - poetas da França - Georges Brassens e Jacques Brel, e o folk social estadounidense (Bob Dylan, Woody Guthrie). Como resultado da assimilação de correntes surgiram composições de "fusão", particularmente entre o folklore equatoriano e o rock, mostra disso apresentou, em 1980, o recital "Folklor progressivo-Nova Canção", junto ao grupo Amauta. O conteúdo textual de suas canções abarca criações infantis, costumbrismo urbano, o amor e "retratos" de personagens e acontecimentos políticos; isso tem feito que Guevara seja considerado um cronista musical.
Isso lhe custou mais de uma dificuldade com a polícia. Em alguma ocasião, que realçou sua curiosidade, sua guitarra foi confiscada enquanto “evidência do delito” e o cantautor teve que despregar uma intensa campanha para a recuperar. Em outra ocasião esteve detido no canil municipal.

### Anos 90 e século XXI
Seu ativismo tem estado vinculado estreitamente com familiares de desaparecidos e organismos de direitos humanos, promovendo eventos culturais e participantes em festivais de solidariedade. Destaca-se por acompanhar com sua música a campanha pelo caso Restrepo, uma campanha que durou mais de uma década.
Este respaldo às atividades de organizações de direitos humanos intensifica-se na década de 90. Em 1996 foi parte dos criadores do movimento Pro-libertad Artística Juvenil. Em 1997 vincula-se directamente com o Serviço de Paz e Justiça para criar uma comissão para conquistar o direito à objeção de consciência, onde depois de dez anos de pressão puderam tramitar sua proposta no Congresso Nacional ainda que obtendo resultados parciais.
Foi um das personagens do filme Entre Marx e uma mulher nua, fazendo o papel de um poeta suicida. Também escreveu um livro, Lo que escribí en las paredes, premiado em dezembro de 2004 com o "José Peralta" em jornalismo testimonial. Compôs ademais a música das obras de teatro El señor Puntilla, Robinson Crusoe e El milagro de los inocentes.
Em 2007 em Equador, a diretora Carla Badillo Coroado (1985) apresentou o documentário Jaime Guevara: entre cuerdas libertarias, com duração de 30 minutos, sobre a vida e as ideias de Guevara, que obteve a 1.ª Menção de Honra no II concurso de video documentário: Olho com a Democracia (OCD), como parte do VI Festival Internacional de Documentários: "Encontros do Outro Cinema", realizado em Quito.
Em 2008 estreou-se em Venezuela o documentário Jaime Guevara, una cantor de contrabando contra toda autoridad, realizado por Any Alarcón e apresentado em II Mostra de Documentários Independentes e videoactivismo realizada em Caracas pela Organização Nelson Garrido (ONG).
Jaime Guevara também foi crítico com o Governo da Revolução Cidadã, facto que lhe provocou ser injuriado publicamente por Rafael Correia Delgado.

## Discografía
- - De Contrabando (1996)
  - En Vivo 1977-1999 (2001)
  - Palabras Frontales (2011)
  - Viernes de noche (2020)